# Gouverneur de l'oblast d'Irkoutsk
Le gouverneur de l'oblast d'Irkoutsk (en russe : Губернатор Иркутской области) est le chef du pouvoir exécutif du sujet de l'oblast d'Irkoutsk en Russie. Il est élu au suffrage universel direct à deux tours. De par sa politique particulière, elle est le sujet avec le plus de gouverneurs depuis 1991.

## Pouvoirs
- Approuver ou rejeter les lois adoptées par la Douma de l'oblast d'Irkoutsk.
- Soumet un rapport sur l'exécution du budget régional à la Douma de l'Oblast.
- Soumet les projets de stratégies pour le développement socio-économique de l'oblast et un rapport annuel sur la mise en œuvre et l'efficacité des programmes d'État de l'oblast d'Irkoutsk.
- Assiste aux réunions de la Douma d'oblast et soumet des rapports annuels sur l'activité du gouvernement de l'oblast d'Irkoutsk, y compris les questions soulevées par les membres de la Douma d'oblast.
- Décide de la résiliation anticipée de la Douma de l'oblast d'Irkoutsk.
- Détermine la structure des pouvoirs de l'État de l'oblast d'Irkoutsk conformément à la charte de l'oblast d'Irkoutsk.
- Avec l'accord de la douma de l'oblast ; Il nomme le premier sous-gouverneur de l'oblast d'Irkoutsk.
- Peut révoquer le premier sous-gouverneur de l'oblast d'Irkoutsk.
- Forme le gouvernement de l'oblast d'Irkoutsk et nomme le président du gouvernement, le premier vice-président du gouvernement et les ministres du gouvernement de l'oblast d'Irkoutsk et peut également les révoquer.
- Détermine les principales activités du gouvernement de l'oblast d'Irkoutsk.
- Avait le droit de convoquer une session d'urgence de la Douma de l'oblast d'Irkoutsk.
- Décide la destitution du gouvernement de l'oblast d'Irkoutsk.
- Nomme un représentant du gouvernement de l'oblast d'Irkoutsk au Conseil de la fédération .
- Nomme le poste de commissaire à la protection des droits des entrepreneurs de l'oblast d'Irkoutsk.
- Nomme le procureur de l'oblast d'Irkoutsk.
- Soumet le rapport au président de la Russie sur la performance des organes exécutifs de l'oblast d'Irkoutsk.
- A le droit d'organiser un référendum dans l'oblast d'Irkoutsk.
- A le droit de limoger les chefs de l'administration locale[b] de l'oblast d'Irkoutsk.
- Donner des titres et des récompenses de l'oblast d'Irkoutsk.
- Le gouverneur de l'oblast d'Irkoutsk exerce d'autres pouvoirs conformément à la Constitution de la Russie et à la Charte de l'oblast d'Irkoutsk.

## Représentation
- Représente l'oblast d'Irkoutsk dans les relations avec les autorités de l'État fédéral, les autorités de l'État des autres entités constitutives de la fédération de Russie, les autres organes de l'État de l'oblast d'Irkoutsk, les gouvernements locaux et les autres organes municipaux des formations municipales de la région d'Irkoutsk, les organisations, les associations publiques et citoyens, ainsi que les relations économiques internationales et extérieures de l'oblast d'Irkoutsk.
- Dans le cadre de la détermination des principaux domaines d'activité du gouvernement de l'oblast d'Irkoutsk, donne des instructions (instructions) au premier sous-gouverneur de l'oblast d'Irkoutsk - le président du gouvernement de l'oblast d'Irkoutsk, les sous-gouverneurs de l'oblast d'Irkoutsk, Vice-présidents du gouvernement de l'oblast d'Irkoutsk, ministres de l'oblast d'Irkoutsk (ci-après - membres du gouvernement de l'oblast d'Irkoutsk).

## Mode d'élection
Le gouverneur est élu tous les 5 ans par la population de l'oblast d'Irkoutsk, au suffrage universel uninominal à deux tours. Avant 2003, il était élu pour un mandat de quatre ans.

## Gouvernement actuel
En juillet 2020, les membres du gouvernement sont les suivants : 
| Cabinet Kobzev                                          | Cabinet Kobzev                   |
| ------------------------------------------------------- | -------------------------------- |
| Bureau                                                  | Titulaire de charge              |
| Gouverneur                                              | Igor Kobzev                      |
| Premier sous-gouverneur                                 | Constantine Borissovitch Zaitsev |
| Premier sous-gouverneur                                 | Dmitri Viktorovitch Berdnikov    |
| Sous-gouverneur                                         | Vladimir Iourievitch Dorofeïev   |
| Sous-gouverneur                                         | Andreï Vladimirovitch Kozlov     |
| Sous-gouverneur                                         | Anatoly Andrianovitch Prokopiev  |
| Vice-président du gouvernement                          | Rouslan Leonidovitch Sitnikov    |
| Vice-président du gouvernement                          | Tchamil Abdoulaïevitch Baoulov   |
| Vice-président du gouvernement                          | Evgueni Pavlovitch Levtchenko    |
| Vice-président du gouvernement                          | Valentina Feofanovna Voblikova   |
| Vice-président du gouvernement                          | Teïmour Talekhovich Magomedov    |
| Ministre des relations foncières                        | Marina Alexandrovna Bargazova    |
| Ministre de la Culture                                  |                                  |
| Ministre du Logement, de l'Energie et des Transports    |                                  |
| Ministre de la construction et de la gestion des routes | Svetlana Dmitrievna Svirkina     |
| Ministère des finances                                  | Natalia Veniaminovna Boïarinova  |
| Ministre des forêts                                     | Dmitri Valerevitch Petrenev      |
| Ministre de la Politique de la Jeunesse                 | Egor Alexandrovitch Loukovnikov  |
| Ministre des Ressources naturelles et de l'Écologie     |                                  |
| Ministre du Développement social                        | Vladimir Anatolievitch Rodionov  |
| ministre de la Santé                                    | Natalia Petrovna Ledyaeva        |
| Ministre des Sports                                     | Ilia Iourievitch Reznik          |
| Ministre de l'Agriculture                               | Ilia Pavlovitch Soumarokov       |
| Ministre du Travail et de l'Emploi                      | Natalia Vladimirovna Vorontsova  |
| ministre de l'Éducation                                 | Elena Vladimirovna Apanovitch    |

## Gouverneurs de l'oblast

### Depuis 1991
| No                                     | Portrait          | Nom                                    | Appartenance politique | Début de mandat   | Fin de mandat                   | Élections |
| -------------------------------------- | ----------------- | -------------------------------------- | ---------------------- | ----------------- | ------------------------------- | --------- |
| 1                                      |                   | Iouri Nojikov (en) (1934-2010)         | Union civique (ru)     | 19 septembre 1991 | 25 avril 1997 démissionnaire    | 1994      |
| 1                                      | Indépendant       | Iouri Nojikov (en) (1934-2010)         |                        | 19 septembre 1991 | 25 avril 1997 démissionnaire    | 1994      |
| -                                      |                   | Vitaly Ivanov (né en 1946)             | 25 avril 1997          | 8 août 1997       |                                 |           |
| 2                                      |                   | Boris Govorine (ru) (né en 1947)       | 21 août 1997           | 26 août 2005      | 1997 2001                       |           |
| 3                                      |                   | Alexandre Tichanine (ru) (né en 1966)  | Russie unie            | 26 août 2005      | 15 avril 2008                   | 2005*     |
| -                                      |                   | Igor Essipovski (ru) (1960-2009)       | Russie unie            | 15 avril 2008     | 22 novembre 2008                | 2008*     |
| 4                                      | 22 novembre 2008  | Igor Essipovski (ru) (1960-2009)       | Russie unie            | 10 mai 2009 †     |                                 | 2008*     |
| -                                      |                   | Sergueï Sokol (en) (né en 1970)        | Russie unie            | 10 mai 2009       | 8 juin 2009                     |           |
| 5                                      |                   | Dmitri Mezentsev (en) (né en 1959)     | Russie unie            | 8 juin 2009       | 18 mai 2012                     | 2009*     |
| -                                      |                   | Sergueï Erochtchenko (ru) (né en 1961) | Russie unie            | 18 mai 2012       | 29 mai 2012                     | 2012*     |
| 6                                      | 29 mai 2012       | Sergueï Erochtchenko (ru) (né en 1961) | Russie unie            | 13 mai 2015       |                                 | 2012*     |
| -                                      | 13 mai 2015       | Sergueï Erochtchenko (ru) (né en 1961) | Russie unie            | 2 octobre 2015    |                                 | 2012*     |
| 7                                      |                   | Sergueï Levtchenko (ru) (né en 1953)   | KPRF                   | 2 octobre 2015    | 12 décembre 2019 démissionnaire | 2015      |
| -                                      |                   | Igor Kobzev (en) (né en 1966)          | Indépendant            | 12 décembre 2019  | 18 septembre 2020               | 2020 (ru) |
| 8                                      | 18 septembre 2020 | Igor Kobzev (en) (né en 1966)          | Indépendant            | en cours          |                                 | 2020 (ru) |
| *élections par l'Assemblée de l'oblast |                   |                                        |                        |                   |                                 |           |

### Entités précédentes

#### Gouvernement d'Irkoutsk(1783 - 1917)
| #  | Governor                         | Début | Fin  | Titre                         |
| -- | -------------------------------- | ----- | ---- | ----------------------------- |
| 1  | Ivan Iacobi (ru)                 | 1783  | 1787 | Gouverneur général            |
| 2  | Ivan Pil (ru)                    | 1787  | 1793 | Gouverneur général            |
| 3  | Khristofor Treïden (ru)          | 1797  | 1798 | Gouverneur militaire          |
| 4  | Boris Lezzano (ru)               | 1798  | 1800 | Gouverneur militaire          |
| 5  | Nikolaï Petrovitch Lebedev (ru)  | 1800  | 1803 | Gouverneur militaire          |
| 6  | Ivan Selifontov (ru)             | 1803  | 1806 | Gouverneur général de Sibérie |
| 7  | Ivan Pestel (ru)                 | 1806  | 1819 | Gouverneur général de Sibérie |
| 8  | Mikhaïl Mikhaïlovitch Speranski  | 1819  | 1822 | Gouverneur général de Sibérie |
| 9  | Ivan Tseidler (ru)               | 1822  | 1835 | Gouverneur                    |
| 10 | Alexandre Nikolaïevich Ievseviev | 1835  | 1838 | Gouverneur                    |
| 11 | Alexis de Levchine               | 1838  | 1839 | Gouverneur                    |
| 12 | Andreï Vassilievitch Piatnitski  | 1839  | 1848 | Gouverneur                    |
| 13 | Vladimir Zarine (ru)             | 1848  | 1851 | Gouverneur                    |
| 14 | Karl-Burgard von Wenzel (ru)     | 1851  | 1859 | Gouverneur                    |
| 15 | Piotr Izvolski (ru)              | 1859  | 1862 | Gouverneur                    |
| 16 | Nikolaï Fedorovich Chtcherbatski | 1862  | 1864 | Gouverneur                    |
| 17 | Konstantine Chelashnikov (ru)    | 1864  | 1880 | Gouverneur                    |
| 18 | Ivan Pedachenko (ru)             | 1880  | 1882 | Gouverneur                    |
| 19 | Sergueï Ivanovitch Nossovitch    | 1882  | 1886 | Gouverneur                    |
| 20 | Vladimir Kolenko (ru)            | 1886  | 1889 | Gouverneur                    |
| 21 | Konstantine Svetlitski (ru)      | 1889  | 1897 | Gouverneur                    |
| 22 | Ivan Mollerious (ru)             | 1897  | 1908 | Gouverneur                    |
| 23 | Piotr Gran (ru)                  | 1908  | 1911 | Gouverneur                    |
| 24 | Fiodor Bantych (ru)              | 1911  | 1913 | Gouverneur                    |
| 25 | Alexandre Nikolaïevich Iougan    | 1913  | 1917 | Gouverneur                    |

#### Union soviétique

##### Kraï sibérien (1925-1930)
| #  | Gouverneur             | Début | Fin  |
| -- | ---------------------- | ----- | ---- |
| 26 | Robert Eïkhe (en)      | 1925  | 1930 |
| 27 | Stepan Kouznetsov (en) | 1929  | 1930 |

##### Kraï oriental sibérien (1930-1937)
| #  | Gouverneur           | Début | Fin  |
| -- | -------------------- | ----- | ---- |
| 28 | Nikolaï Zimine (en)  | 1930  | 1932 |
| 29 | Vassili Boukati (ru) | 1932  | 1934 |
| 30 | Iakov Pakhomov       | 1934  | 1937 |

##### Oblast d'Irkoutsk (1937-1991)
| #  | Secrétaire                       | Mandat      |
| -- | -------------------------------- | ----------- |
| 31 | Alexandre Chtcherbakov           | 1937 - 1938 |
| 32 | Arkady Fillipov (ru)             | 1938 - 1939 |
| 33 | Kirill Katchaline (ru)           | 1939 - 1944 |
| 34 | Alexandre Iefimov (ru)           | 1944 - 1949 |
| 35 | Alexeï Khouvoroustoukhine (ru)   | 1949 - 1955 |
| 36 | Boris Kobelev (ru)               | 1955 - 1957 |
| 37 | Semion Chtchetinine (ru)         | 1957 - 1968 |
| 38 | Nikolaï Bannikov (ru)            | 1968 - 1983 |
| 39 | Vassili Ivanovitch Sitnikov (ru) | 1983 - 1988 |
| 40 | Vladimir Ivanovich Potapov (ru)  | 1988 - 1990 |
| 41 | Viktor Spirine (ru)              | 1990 - 1991 |